# Torghatten (Schiff)
Die Torghatten ist eine Doppelendfähre der norwegischen Reederei Torghatten Midt.

## Geschichte
Das Schiff wurde unter der Baunummer PN-03 auf der Werft Szczecińska Stocznia Remontowa „Gryfia“ in Stettin gebaut. Der Stapellauf erfolgte am 23. Dezember 2001. Das Schiff wurde am 13. August 2002 an die Reederei Torghatten Trafikkselskap abgeliefert, aus der zum 1. März 2022 die Reederei Torghatten Midt hervorging.
Die Fähre verkehrt zwischen Horn und Andalsvåg im Verlauf des auch als Kystriksveien bezeichneten Fylkesvei 17 über den Velfjord.
Der Entwurf stammte vom Schiffsarchitekturbüro Midcon Designer in Stettin. Das Schiff ist nach dem südwestlich von Brønnøysund liegenden Berg im Süden der Insel Torget benannt.

## Technische Daten und Ausstattung
Die Fähre wurde mit einem dieselmechanischen Antrieb gebaut und von zwei Mitsubishi-Dieselmotoren mit jeweils 750 kW Leistung angetrieben. Die Motoren wirkten auf zwei Schottel-Propellergondeln mit Twin-Propellern an den beiden Enden der Fähre. Für die Stromerzeugung standen zwei von Mitsubishi-Dieselmotoren mit jeweils 150 kW Leistung angetriebene Generatoren zur Verfügung.
2020 wurde die Fähre auf einen elektrischen Antrieb umgerüstet. Hierbei wurden die Dieselmotoren für den Antrieb durch Elektromotoren mit ebenfalls jeweils 750 kW Leistung ersetzt und Akkumulatoren als Energiespeicher für die Versorgung der Elektromotoren und des Bordnetzes installiert. Die Akkumulatoren werden an den Anlegern geladen. Bei dem Umbau wurden auch die Schottel-Propellergondeln ersetzt.
Die Fähre verfügt über ein durchlaufendes Fahrzeugdeck. An den beiden Enden der Fähre befinden sich nach oben aufklappbare Visiere. Das Fahrzeugdeck ist im mittleren Bereich von den Decksaufbauten überbaut, auf die mittig das Steuerhaus aufgesetzt ist. Die nutzbare Durchfahrtshöhe auf dem Fahrzeugdeck beträgt 4,5 m.